# Pietenfeld an der Leithen
Pietenfeld an der Leithen (offiziell: Pietenfeld a.d.Leithen) ist ein Weiler und ein Ortsteil der Großen Kreisstadt Eichstätt im oberbayerischen Landkreis Eichstätt.

## Lage
Der Weiler liegt zwischen Eichstätt und Pfünz im Altmühltal rechts des Flusses nur wenig vom Talhang (= Leite) entfernt. Oberhalb der Leite befindet sich das namensgebende Pietenfeld.

## Geschichte
Das heutige Pietenfeld an der Leithen besteht von altersher aus zwei Gütern, der 1302 erstmals genannten Landershofener Mühle, die zu diesem Zeitpunkt der Graf von Hirschberg dem Eichstätter Bischof verkaufte, und einem Fischgut; das Fischwasser ist erstmals 1348 urkundlich erwähnt, als es Ulrich Wilbrand von Parkstein dem Willibaldschor zu Eichstätt vermachte. 1353 verkaufte Konrad Attenfelder seinen Wald, genannt des Attenfelders Leite, an das Eichstätter Kloster St. Walburg. Das Fischwasser wechselte unter anderem 1376 seinen Besitzer und ging von Burkhart von Seckendorff zu Konstein an Heinrich von Reichenau über. 1383 verkaufte es Margret die Laimingerin an Pfalzgraf Friedrich. 1406 erhielt ein Konrad Müller die Mühle als bischöfliches Lehen. Im frühen 15. Jahrhundert besaß Seyfrid von Wemding das Fischlehen. Für 1452 ist bekannt, dass das Kloster Rebdorf vom Fischwasser Abgaben erhielt. Von 1495 bis 1528 existierte ein Kupferhammer. 1514 gab der damalige Müller Hans Schmid seine Mühle zurück. 1539 entschied der Bischof im Streit von Landershofen und Pietenfeld um Weide- und Holzrechte in der „Fischerleuthen“, dass diese Pietenfeld gehören. 1592 bestätigte der Bischof den Verkauf von zwei Fischwassern. 1741 erscheint die Ortsangabe „Pietenfeldt an der Leitten“. 1801 heißt es bei Johann Kaspar Bundschuh, „Pietenfeld, auf dem Berge gelegenes Pfarrdorf, wozu auch die Landertshofer Mahl-. Säg- und Güßmühle, auch Pietenfeld an der Leite genannt, gerechnet wird.“ Auch nach der Säkularisation sind für Pietenfeld an der Leithen wiederum die zwei Anwesen Mühle und Fischerhaus erwähnt; heute existieren diese als zwei landwirtschaftliche Betriebe.
1617 wurde während der Hexenverfolgung im Hochstift Eichstätt Anna Spetin, alias Fischer Anna, von Pietenfeld an der Leithen, Ehefrau des Georg Lehen aus Sappenfeld wegen Hexerei angeklagt und nach 105 Tagen in Haft am 18. Oktober 1617 zusammen mit weiteren sechs Frauen in Eichstätt öffentlich hingerichtet. Sie war die Schwiegermutter von Georg Guetmann von Pietenfeld und befreundet mit Barbara Haubnerin von Adelschlag, die beide vier Monate später am 16. Februar 1618 ebenfalls hingerichtet wurden.
Pietenfeld an der Leithen wurde zum 1. Mai 1978 aus der Gemeinde Pietenfeld aus- und in die Große Kreisstadt Eichstätt eingegliedert.

## Baudenkmäler
- Ehemalige Altmühlbrücke, ein zweijochiger Steinbau mit barocker Brückenfigur Hl. Johann Nepomuk auf geschweiftem und beschrifteten Sockel, Brücke und Figur aus dem 18. Jahrhundert[8] Laut Inschrift wurde die Brücke mit der Brückenfigur 1755 von dem Müllermeister Adam Prembs und seiner Frau Ursula Anna gestiftet.
- Wegkapelle am Talhang, kleiner Saalbau mit Giebeldachreiter, um 1900

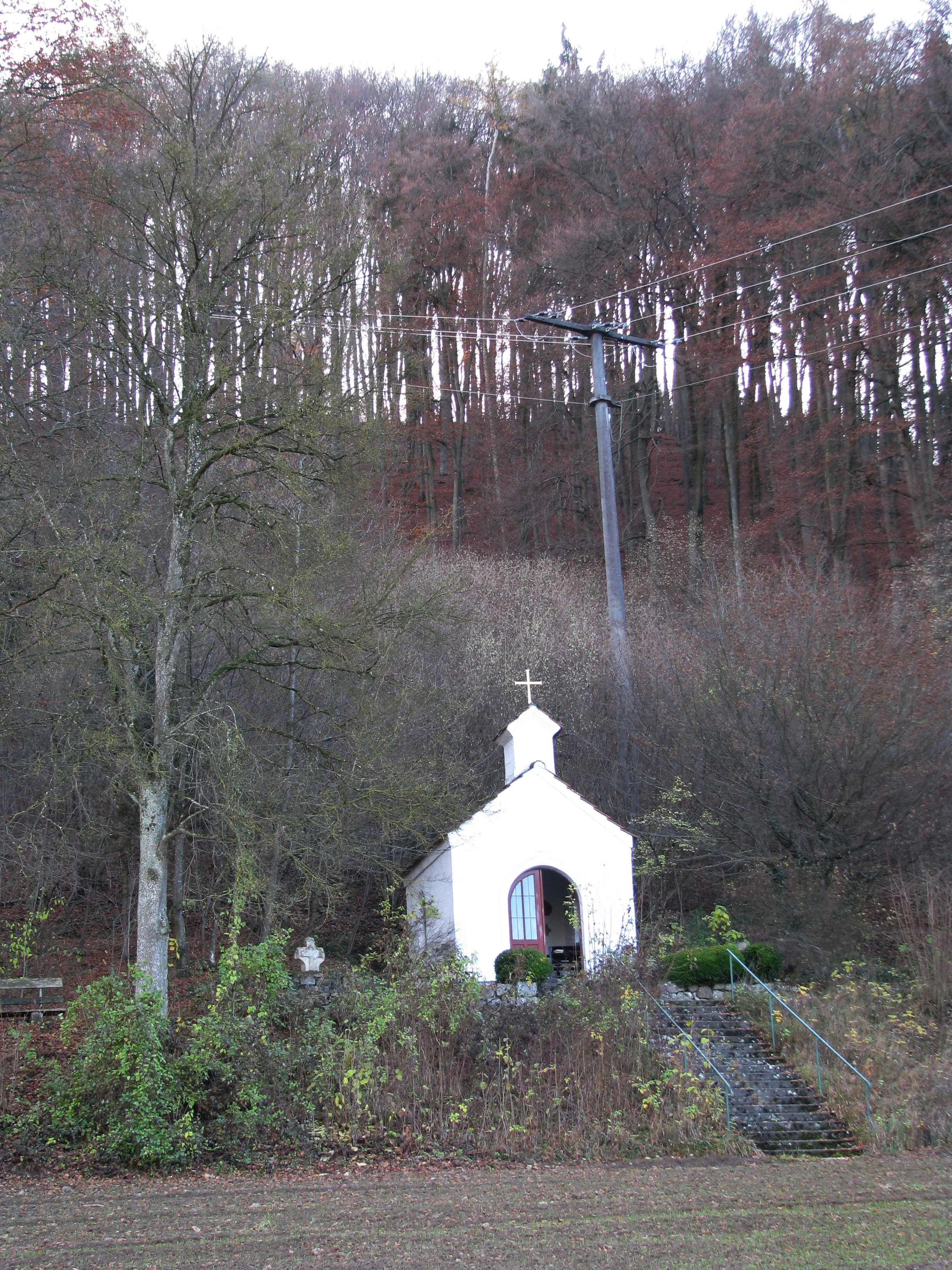
Wegkapelle am Talhang
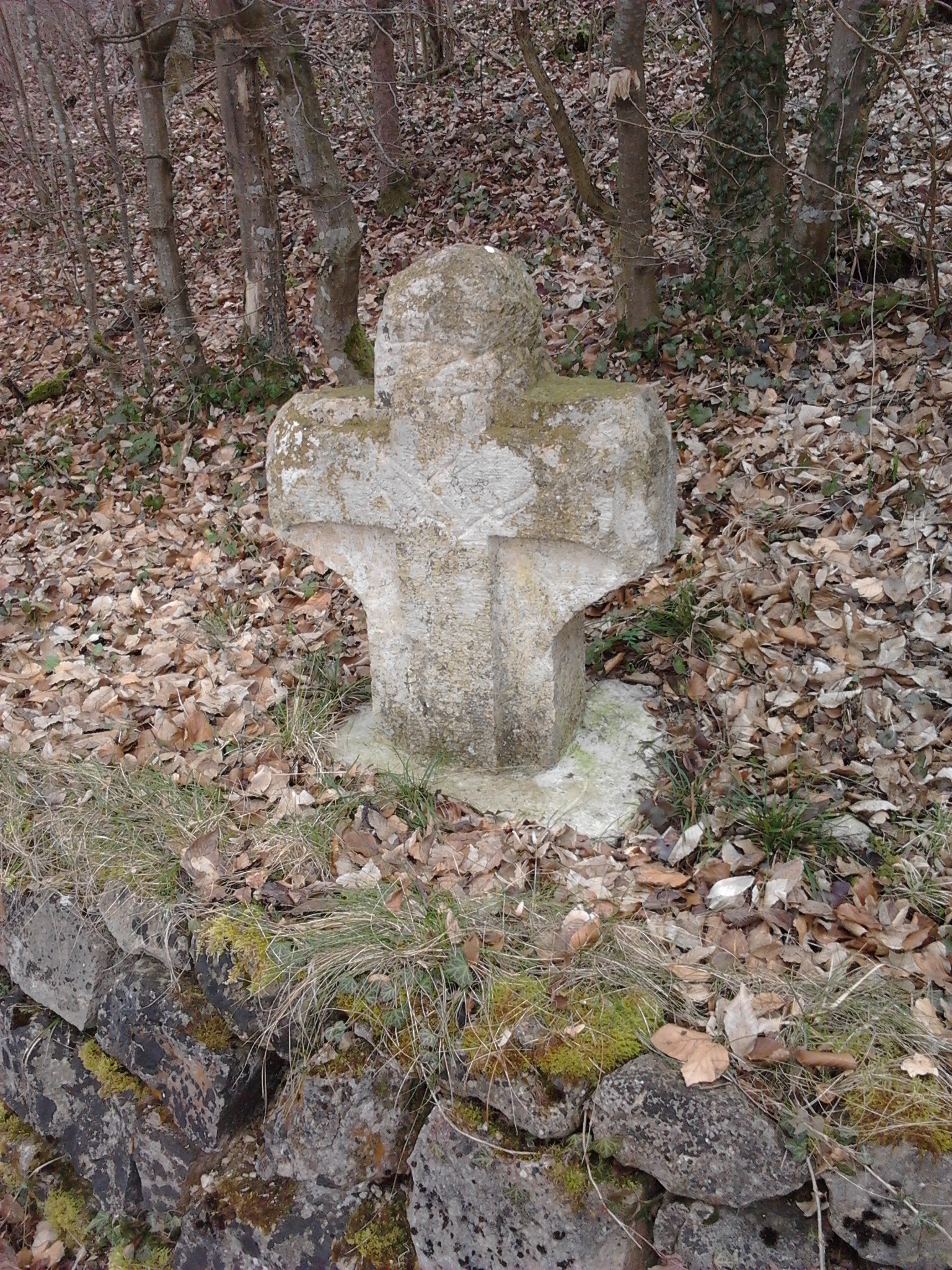
Steinkreuz an der Kapelle
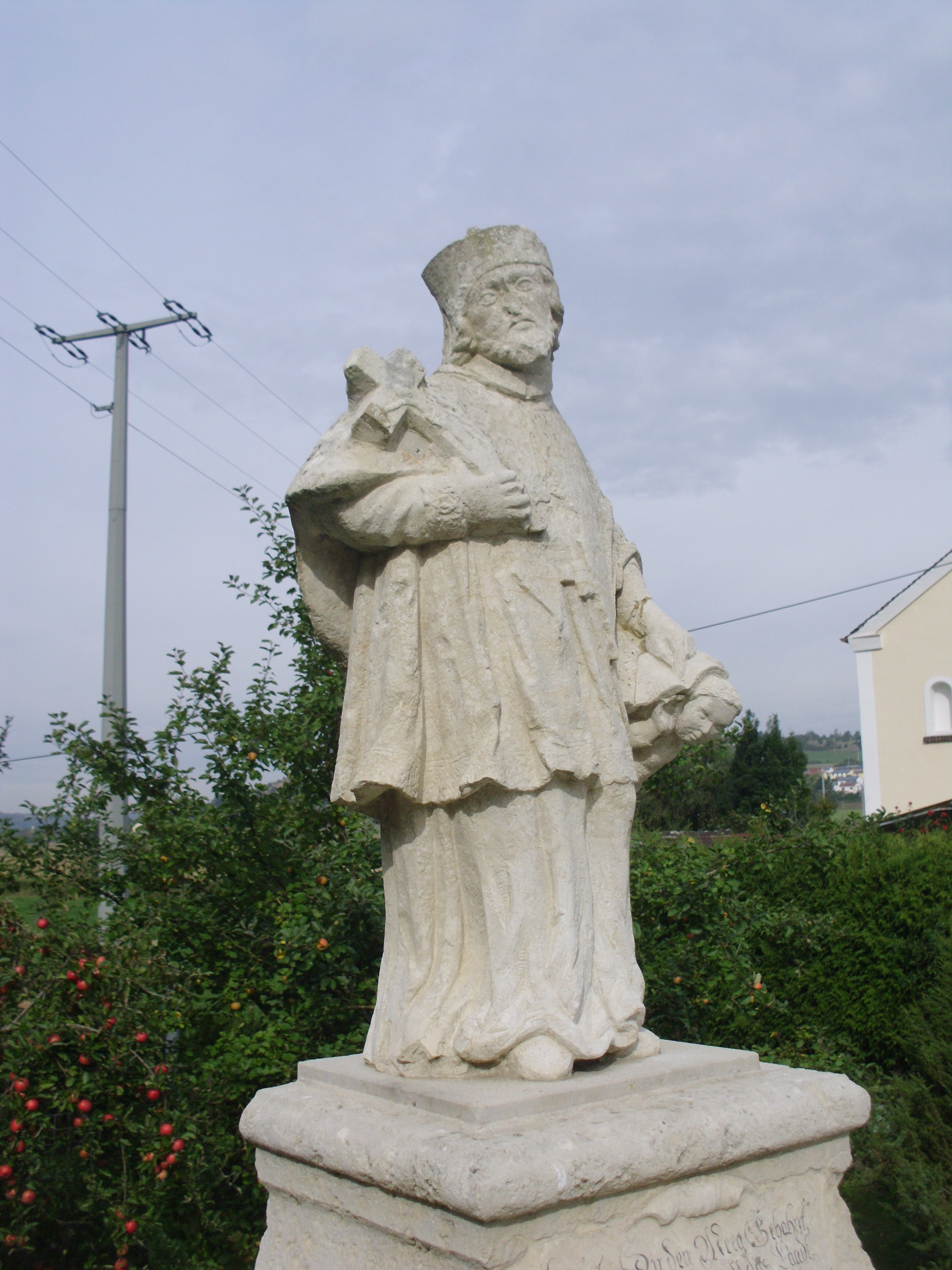
Statue des hl. Johann Nepomuk auf der alten Altmühlbrücke

## Einwohnerentwicklung
- 1741: 21[5]
- 1830: 7[9]
- 1855: 16[5]
- 1875: 8 (3 in der Mühle, 5 im Fischerhaus)[10]
- 1900: 19 (4 Wohngebäude)[11]
- 1937: 21 (15 in der Mühle, 6 im Fischerhaus)[12]
- 1950: 30 (4 Wohngebäude)[13]
- 1961: 35 (4 Wohngebäude)[14]
- 1973: 27[5]
- 1983: 20[5]
- 1987: 18 (4 Wohngebäude mit 6 Wohnungen)[15]

## Verkehrsanbindung
Von der Staatsstraße 2230 zweigt die Lindenstraße nach (Alt-)Landershofen ab. In Landershofen beginnt die Pietenfelder Straße, die nach Pietenfeld an der Leithen führt. Durch den Ortsteil geht der Altmühl-Radweg.